# Торос (хокейний клуб)
Хокейний клуб «Торос» — хокейний клуб з м. Нефтекамська, Росія. Заснований у 1988 році. Попередня назва — «Торпедо». Виступає у чемпіонаті Вищої хокейної ліги. 
Чемпіон ВХЛ (2012). Срібний призер Першості Росії (2010). 
Домашні ігри команда проводить у Льодовому палаці (2000). Кольори клубу: зелений, синій і білий.

## Історія
Хокейний клуб «Торос» було створено в 1988 році. У цьому ж році команда виборола право брати участь у першості Росії в зоні «Поволжя». Сьогодні «Торос» — це дві команди майстрів, що грають у вищій та першій лігах російського хокею та дитячо-юнацька спортивна школа.
2 травня 2006 року Президентом Республіки Башкортостан М.Г. Рахімовим закладено перший камінь в основу майбутньої льодової арени на 2000 місць. Напередодні нового 2007 року відбулося урочисте відкриття Льодового палацу.
У ДЮСШ клубу «Торос» сім вікових груп дітей займаються хокеєм. П'ять вікових груп ДЮСШ з хокею, як і команди майстрів, беруть участь у Першості Росії зони «Поволжя», беруть участь в різних турнірах: «Золота шайба РБ», Всеросійський турнір «Золота шайба».
У сезоні 2006—2007 команда «Торос-2» стала володарем срібних медалей в регулярній Першості і у фіналі завоювала Кубок Чемпіонів МО ФХР «Приволзьке», обігравши в серії «Оренбург-Газпром».
У сезоні 2009—2010 Нефтекамске «Торос» завоював срібні медалі першості Росії серед команд Вищої Ліги. До перемоги команду привели головний тренер Василь Чижов і старший тренер Альфред Юнусов. «Торос-2» під керівництвом старшого тренера Олександра Куляшкіна став бронзовим призером Першості Росії серед клубів першої ліги регіону «Поволжя».
У сезоні 2006—2007 років в Першості Росії зони «Поволжя» «Торос-96» посів 4 місце серед 7 команд, «Торос-95» став четвертим серед дев'яти команд учасників, «Торос-94» завоював почесне третє місце серед дев'яти команд, команда «Торос-93» посіла 4 місце серед 9 команд. У сезоні 2007—2008 років в першості Росії зони «Поволжя» «Торос-96» посів 5-те місце серед 11 команд, «Торос-95» став четвертим серед восьми команд-учасниць, а «Торос-94» завоював почесне третє місце серед 9 команд.
З 2009 року Президентом ХК «Торос» є Раміль Усманов.
11 вересня 2010 року ХК «Торос» як срібний призер торішнього сезону взяв участь в історичному матчі відкриття Вищої хокейної ліги і здобув перемогу над клубом «Молот-Прикам'я». Автором першої закинутої шайби в першому для «Тороса» сезоні в ВХЛ став Євген Тунік. Ворота «Тороса» у першому матчі ВХЛ захищав Микита Давидов.

## Досягнення
- Срібний призер Першості Росії (2010)
- Чемпіон ВХЛ (2012).